# IPhone SE (第二代)
iPhone SE（第二代）是由苹果公司设计和销售的智能手机，為第13代iPhone系列智慧型手機之一，亦是iPhone SE系列的後繼機種。其在東八區時間2020年4月15日下午11時于線上發表，于2020年4月17日开始预售，并於2020年4月24日在世界大部分地区正式发售。其采用类似iPhone 8的玻璃配铝金属设计；具有4.7英寸视网膜高清显示屏，配有Touch ID；并采用由苹果自家设计用于iPhone 11系列上的A13仿生芯片，带有第三代神经网络引擎。具有防溅、抗水、防尘，並在最深1米的水下停留时间最长可达30分钟 (IP67)。

## 历史

### 發表前
自第一代iPhone SE在2016年發表后的一年后以来，网络上就不断有关于第二代iPhone SE的传闻；传闻中的第二代iPhone SE拥有许多可能的名称，如“iPhone SE 2”、“iPhone SE2”、“iPhone 9”和“iPhone XE”等。
2020年3月，网络中传出一张来自美国消费电子零售商百思买的手机保护壳的照片；照片中含有一个带有新iPhone 4.7寸标识的手机保护壳，其拥有与iPhone 8差不多的大小，并只有一个摄像头。苹果网上商店中售卖的贝尔金牌iPhone 7/iPhone 8显示屏保护膜也被标注适用于iPhone SE；适用于iPhone SE的标识在被曝光后很快就被移除了。

## 设计与名称
iPhone SE（第二代）采用与iPhone 8系列类似的玻璃配铝金属设计机身；Apple官方称使用了航空级铝金属和耐用玻璃，且玻璃背板以七层染色工艺制成。iPhone SE（第二代）有黑色、白色、紅色（(PRODUCT)RED）3種款式；其中紅色（(PRODUCT)RED）款式銷售的部分收益將捐用來對抗2019冠状病毒病疫情，而非以往的愛滋病。所有颜色款式的正面都为黑色玻璃面板。
相比于iPhone 8系列，原本在玻璃背板上部的Apple徽标被移动到了中心。
這也是首部在IEC 60529标准下达到IP67等级，能够防溅、抗水、防尘的SE，可在1米的水下停留最多30分钟。Apple官方并没有对iPhone SE名称中的“SE”的意义作出解释，但网络中也有猜测为Special Edition（特别版）的缩写。
| 颜色     | 颜色              | 颜色       |
| 机身颜色 | 机身颜色          | 前面板颜色 |
| -------- | ----------------- | ---------- |
|          | 白色              | 黑色       |
|          | 黑色              | 黑色       |
|          | 红色/(PRODUCT)RED | 黑色       |

## 规格参数

### 显示屏与扬声器
iPhone SE（第二代）拥有4.7英寸视网膜高清显示屏，採用IPS技術，具備326ppi的解析度，支援625尼特的最大亮度，並支持原彩显示及广色域显示（P3）。相较于外形相似并支持三维触控的iPhone 8，iPhone SE（第二代）并不支持三维触控，其只能使用触感触控进行快速操作。其支持杜比视界和HDR10播放，与iPhone 11系列类似，iPhone SE（第二代）也同样拥有双立体声扬声器，但其并不支持iPhone 11系列中支持的杜比全景声。

### Touch ID
相较于iPhone 11系列产品的全面屏设计并采用Face ID解锁，iPhone SE（第二代）采用类似iPhone 8系列的非全面屏设计，其拥有主屏幕按钮，支持Touch ID功能。受到2019冠状病毒病疫情的影响，用户带上口罩使Face ID失效的情况时有发生。有媒体认为，iPhone SE（第二代）的Touch ID设计为其在2019冠状病毒病疫情下的最大亮点和优势。

### 電力與连接
iPhone SE（第二代）的電池续航时间与iPhone 8大致相同；并也支持使用通过了Qi认证的充电器的无线充电功能，支持通过闪电接口的最高达18W的快速充电，但机器只附带5W的电源适配器，18W电源适配器需额外购买。iPhone SE（第二代）拥有与iPhone 11类似的连接功能，支持蓝牙 5.0，2x2 MIMO Wi-Fi 6（IEEE 802.11ax）和2x2 MIMO LAA 千兆级 LTE，以及支援將兩副AirPods或Beats耳機與同一部iPhone SE（第二代）的音訊共享功能。但缺少了iPhone 11系列中新增的用于空间感知的超宽频芯片U1，以及iPhone 11 Pro系列中的4x4 MIMO LTE功能。在北美地区发售的A2275型号和在其他国家和地区发售的A2296型号带有eSIM功能，支持eSIM+实体SIM的双SIM卡，在中国大陆发售的A2298型号无eSIM功能。

### 鏡頭
iPhone SE（第二代）配备了1200万像素ƒ/1.8光圈后置广角摄像头和700万像素ƒ/2.2光圈前置摄像头。后置摄像头支持光学图像稳定功能，前置摄像头相比iPhone 8系列，新增了在1080P和720P下的影院级视频防抖功能。iPhone SE（第二代）相比iPhone 8系列，支持了立体声录音功能，以及前后摄像头的人像模式及人像光效功能；其人像光效功能支持六种效果（自然光、攝影棚燈光、輪廓光、舞台燈光、舞台燈光黑白、高色調燈光黑白）。其并不支持iPhone 11系列中新增的夜间模式拍照功能。后置摄像头支持4K最高60fps的视频拍摄，支持扩展动态范围拍摄，相比于iPhone 11系列的60fps，iPhone SE（第二代）的扩展的动态范围只适用于最高达30fps的视频拍摄。前置摄像头支持1080P最高30fps的视频拍摄，不支持iPhone 11系列中新增的前摄像头慢动作视频拍摄功能。支持在iPhone 11系列中新增的视频快录功能。

### Apple Pay
iPhone SE（第二代）依然支持近場通訊（NFC）功能，并支持通过Apple Pay交易及支付交通费用。相较于iPhone 8系列及更早的产品，第二代iPhone SE支持了电量耗尽后仍然可通过备用电量使用快捷交通卡的功能；此功能可让用户在手机电量低至自动关机后的最多 5 小时内，仍能继续使用iPhone搭乘大眾交通工具。

## 发售
iPhone SE（第二代）于東八區時間2020年4月15日下午11時在线上發表；在東八區時間2020年4月17日下午8时在大部分国家或地区开始開放预訂，并于2020年4月24日在大部分国家和地区开始正式发售。iPhone SE（第二代）公布后，Apple官网上iPhone 8系列手机下架，页面相应位置被替换为iPhone SE（第二代）。
| iPhone SE（第二代）在部分国家或地区的Apple Store售价列表 | iPhone SE（第二代）在部分国家或地区的Apple Store售价列表 | iPhone SE（第二代）在部分国家或地区的Apple Store售价列表 | iPhone SE（第二代）在部分国家或地区的Apple Store售价列表 | iPhone SE（第二代）在部分国家或地区的Apple Store售价列表 | iPhone SE（第二代）在部分国家或地区的Apple Store售价列表 |
| 储存空间                                                 | 中国大陆                                                 | 香港                                                     | 澳门                                                     | 台湾                                                     | 美国                                                     |
| -------------------------------------------------------- | -------------------------------------------------------- | -------------------------------------------------------- | -------------------------------------------------------- | -------------------------------------------------------- | -------------------------------------------------------- |
| 64GB                                                     | RMB¥3,299                                                | HK$3,399                                                 | MOP$3,499                                                | NT$14,500                                                | US$399                                                   |
| 128GB                                                    | RMB¥3,799                                                | HK$3,899                                                 |                                                          | NT$16,500                                                | US$449                                                   |
| 256GB                                                    | RMB¥4,599                                                | HK$4,699                                                 |                                                          | NT$20,000                                                | US$549                                                   |

### iPhone产品时间线
| iPhone型號年表 |
| -------------- |
|                |

## 外部連結
- 官方网站（英文）
- 官方網站（臺灣）（页面存档备份，存于）（繁體中文）
- 官方網站（中國）（页面存档备份，存于）（简体中文）
  - 官方網站（香港）（页面存档备份，存于）（繁體中文）
  - 官方網站（澳門）（页面存档备份，存于）（繁體中文）

| 前任者： IPhone SE iPhone XS / XS Max iPhone XR | iPhone 11 iPhone 11 Pro / 11 Pro Max iPhone SE（第二代） 第13代 | 繼任者： iPhone 12 iPhone 12 mini iPhone 12 Pro / 12 Pro Max IPhone SE (第三代) |